# 280 (liczba)
280 (dwieście osiemdziesiąt) – liczba naturalna następująca po 279 i poprzedzająca 281.

## W matematyce
Mianownik liczby ósmej harmonicznej - 280, jest liczbą ośmiokątną. 280 to najmniejsza liczba ośmiokątna będąca połową innej liczby ośmiokątnej.
18 osób przy okrągłym stole może uścisnąć sobie dłonie w sposób niekrzyżujący się na 280 różnych sposobów (wliczając rotacje).